# Saint-André-de-Double

Saint-André-de-Double este o comună în departamentul Dordogne din sud-vestul Franței. În 2009 avea o populație de 159 de locuitori.

## Evoluția populației
| An        | 1975 | 1982 | 1990 | 1999 | 2006 | 2009 |
| --------- | ---- | ---- | ---- | ---- | ---- | ---- |
| Populație | 196  | 178  | 176  | 147  | 154  | 159  |